# 維若姆利亞
49°50′47″N 23°25′8″E / 49.84639°N 23.41889°E
維若姆利亞（烏克蘭語：Віжомля），是烏克蘭的村落，位於該國西部利沃夫州，由亞沃里夫區負責管轄，始建於1376年，面積20.79平方公里，海拔高度266米，2001年人口1,255。